# Фонд Кресги
Фонд Кре́сги (The Kresge Foundation) — американский частный благотворительный фонд. Штаб-квартира расположена в городе Трой (штате Мичиган, США). Цель фонда — финансирование муниципальных программ городов США путем предоставления грантов и инвестиций в сфере искусства, культуры, образования, экологии, здравоохранения, социальных служб и общественного развития.

## История
Был основан в 1924 году в Детройте на основе пожертвования в $1,6 млн долл. США от Себастьяна Кресги (Sebastian Kresge) — основателя и владельца сети магазинов «S. S. Kresge Company». Много лет спустя компания стала известна как торговая сеть Кмарт (фонд и торговая сеть между собой не связаны).

## Сфера деятельности
Благотворительная работа фонда началась в 2007 году. До этого фонд оказывал поддержку местным городским общинам в поисках финансирования для крупных проектов капитального строительства и реконструкции. В настоящее время фонд предоставляет гранты и другие виды инвестиций для целевой финансовой поддержки проектов, соответствующих целям фонда. Некоторые гранты присуждаются на один год, другие на несколько лет; некоторые программы действуют постоянно на основе приема заявок.
В январе 2013 года фонд обязался выплатить 150 млн долл для помощи в реализации долгосрочного развития Детройта. Также в 2013 году попечительский совет фонда одобрил финансирование 316 проектов на сумму 128 миллионов долл. США, которые и были выплачены получателям субсидий в течение года. Ещё $17,7 млн долл, были выделены организациям, работа которых соответствует целям фонда.